# Hylte sjö
Hylte sjö är en sjö i Hylte kommun i Halland och ingår i Nissans huvudavrinningsområde. Sjön är 4 meter djup, har en yta på 0,183 kvadratkilometer och är belägen 126,1 meter över havet. Vid provfiske har bland annat abborre, braxen, gädda och mört fångats i sjön.

## Delavrinningsområde
Hylte sjö ingår i det delavrinningsområde (632475-132938) som SMHI kallar för Utloppet av Hylte Sjö. Medelhöjden är 142 meter över havet och ytan är 2,32 kvadratkilometer. Det finns inga avrinningsområden uppströms utan avrinningsområdet är högsta punkten. Vattendraget som avvattnar avrinningsområdet har biflödesordning 4, vilket innebär att vattnet flödar genom totalt 4 vattendrag innan det når havet efter 60 kilometer. Avrinningsområdet består mestadels av skog (64 procent), öppen mark (12 procent) och jordbruk (16 procent). Avrinningsområdet har 0,18 kvadratkilometer vattenytor vilket ger det en sjöprocent på 7,7 procent.

## Fisk
Vid provfiske har följande fisk fångats i sjön:
- Abborre
- Braxen
- Gädda
- Mört
- Sutare